# USS Baltimore (CA-68)
O USS Baltimore foi um cruzador pesado operado pela Marinha dos Estados Unidos e a primeira embarcação da Classe Baltimore. Sua construção começou em maio de 1941 nos estaleiros da Bethlehem Shipbuilding e foi lançado ao mar em julho de 1942, sendo comissionado na frota norte-americana em abril do ano seguinte. Era armado com uma bateria principal composta por nove canhões de 203 milímetros montados em três torres de artilharia triplas, tinha um deslocamento carregado de mais de dezessete mil toneladas e alcançava uma velocidade máxima de 33 nós.
O Baltimore entrou em serviço no meio da Segunda Guerra Mundial e foi enviado para lutar na Guerra do Pacífico. Foi encarregado de atuar na escolta de porta-aviões e em ações de bombardeio litorâneo, desempenhando estas funções em diversas operações durante as Campanhas das Ilhas Gilbert e Marshall, Ilhas Marianas e Palau, Nova Guiné, Filipinas e Ilhas Vulcano e Ryūkyū, incluindo nas Batalhas de Kwajalein, Saipã, Mar das Filipinas, Iwo Jima e Okinawa. A guerra terminou em 1945 e o navio foi descomissionado em julho de 1946, sendo mantido inativo na reserva.
O Baltimore foi recomissionado em novembro de 1951, sendo designado para atuar na Frota do Atlântico. Pelos três anos seguintes fez várias viagens de serviço no Mar Mediterrâneo, enquanto em junho de 1953 representou a Marinha dos Estados Unidos durante a revista oficial em celebração da coroação da rainha Isabel II do Reino Unido. Foi transferido para a Frota do Pacífico no início de 1955 e atuou pelo Sudeste Asiático. Foi descomissionado em maio de 1956 e permaneceu inativo na reserva até ser removido do registro naval em 1971 e desmontado no ano seguinte.